# Ivano Curti
Ivano Curti (Reggio Emilia, 17 agosto 1906 – 18 marzo 1990) è stato un politico italiano.

## Biografia
In gioventù lavorò come operaio. Ha ricoperto il ruolo di vicesindaco di Reggio Emilia; eletto alla Camera dei deputati nel 1953 con il Partito Socialista Italiano per la II Legislatura; viene riconfermato anche nella III e poi nella IV. Nel 1964 lascia il PSI per contribuire alla nascita del Partito Socialista Italiano di Unità Proletaria, che rappresenta a Montecitorio sino al termine del mandato, nel 1968.
Muore nel 1990, a quasi 84 anni.